# Her Little Highness
Her Little Highness è un musical statunitense, che debuttò a Broadway il 13 ottobre 1913 al Liberty Theatre. Il libretto di Channing Pollock e Rennold Wolf si basa sulla commedia Such a Little Queen, scritta sempre da Pollock, testo che sarebbe stato portato sullo schermo in due film muti, il primo dei quali, Such a Little Queen fu interpretato da Mary Pickford.
La commedia musicale in tre atti è ambientata in Erzegovina e a New York.

## Il cast
Nel cast della prima figurano i nomi di Mitzi Hajos nel ruolo di Anna Vittoria e Wilmuth Merkyl in quello di Stefano IV. Vi appare anche Mae Murray, che impersona Eleanor Winton e Wallace McCutcheon Jr. nella parte di Robert Trainor.
Nel coro, Lilyan Tashman che avrebbe poi avuto una carriera di successo anche nel cinema.
- Mitzi Hajos: Anna Vittoria
- Wilmuth Merkyl: Stefano IV
- Willard Louis: Adolph Lauman
- Louise Kelley: Elizabeth Lauman
- Francis Bolger: duca di Ravanica
- Ethel May Davis: Madeline Schuyler
- Wallace McCutcheon: Robert Trainor
- Mae Murray: Eleanor Winton
- Allan Pollock: Barone Cosaca
- William Strunz: generale Myrza
- George Dunston: capitano delle guardie
- Jane Elliott: principessa Evelyn
- May Emory: principessa Louise
- Holton Herr: principe Niklas
- Francis J. Tyler: Lord Ciambellano
- May McCarthy: Nathaniel Quigg / principessa Marion
- Lilyan Tashman: coro

## Le canzoni

### Atto I
- When the Queen Wakes Up in the Morning eseguita dal coro
- The Practical Patriots, eseguita dal Generale Myrza, Herr Rumler, Principe Niklas e il duca Ravanica
- When You're Sweet Sixteen, eseguita da Anna Victoria
- A Self Made Man, eseguita da Adolph Lauman, Elizabeth Lauman, Madeline Schuyler e Eleanor Winton
- My Fairy Prince, eseguita da Anna Victoria
- Ancient Rules of Observing Etiquette, eseguita da Anna Victoria, Stefano IV e cortigiani

### Atto II
- Mary Ann, eseguita da Mary Ann, Barone Cosaca e coro
- C.O.D., eseguita da Anna Victoria, Barone Cosaca e le commesse
- One Little Girl, eseguita da Elizabeth Lauman e amici
- When the Landlord Comes a-Knocking at the Door, eseguita da Anna Victoria, Stefano IV, Barone Cosaca, Herr Rumler e Draymen

### Atto III
- Ancient Rules of Observing Etiquette (ripresa), eseguita da Adolph Lauman ed Elizabeth Lauman
- Romanza Heimweh, eseguita da Anna Victoria
- Czardas, eseguita da Anna Victoria e Robert Trainor
- The Ladies, eseguita da Barone Cosaca e coro
- Drink and Be Merry, eseguita da Robert Trainor, Generale Myrza, Herr Rumler e coro maschile